# Чуньо

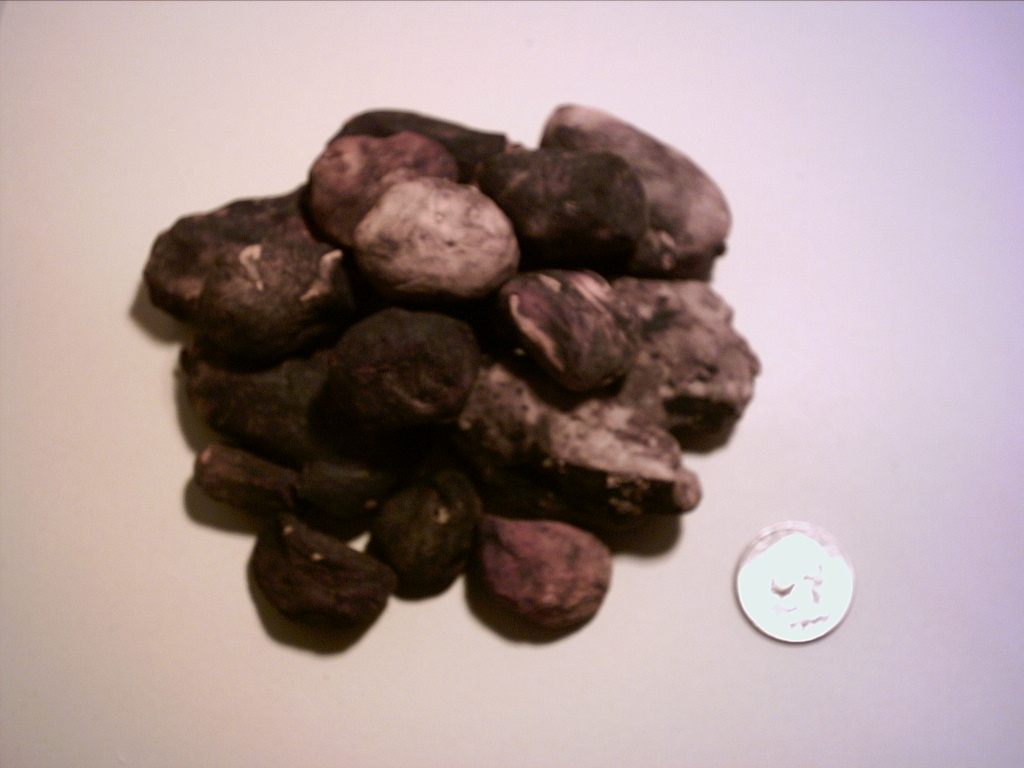
Чёрное чуньё

Чу́ньё (исп. chuño) — своеобразный продукт из крахмалистых клубней таких растений как картофель, ока, уллюко, древний способ сохранения урожая этих растений, применявшийся индейцами горных районов Южной Америки. Представляет собой промороженные высушенные клубни.
Приготовлялось чуньё следующим образом: клубни раскладывали на открытом месте и подвергали воздействию солнца и ночных заморозков. Для более быстрого удаления влаги днём после оттаивания клубни осторожно перетаптывали ногами. Затем клубни промывали и либо досушивали окончательно, получая чёрное чуньё (исп. chuño negro), либо предварительно вымачивали несколько недель в воде, а уже потом сушили. В этом случае получалось более качественное белое чуньё (исп. chuño blanco), называемое также tunta или moraya.

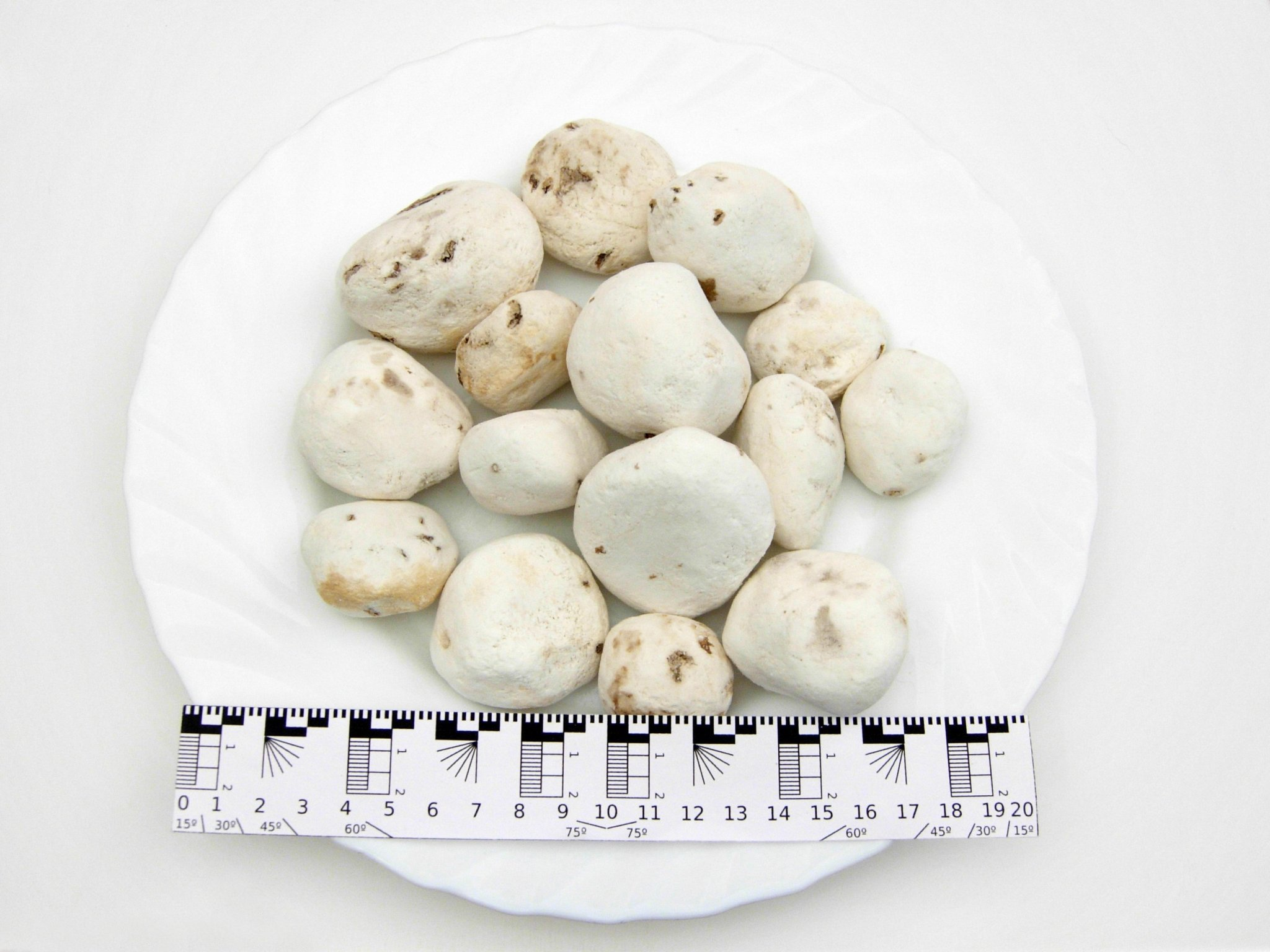
Белое чуньё

Чуньё очень хорошо хранится и пригодно для приготовления пищи после замачивания в воде. Оно помогало пережить неурожайные годы и сохранить урожай для употребления в пищу зимой. Кроме того, клубни местных дикорастущих сортов картофеля были горьковатыми на вкус, а после промораживания и высушивания горечь исчезала.
При раскопках древних индейских поселений археологи часто находят сосуды с чуньём. О популярности этого продукта говорит следующая индейская поговорка, приводимая в своей книге П. М. Жуковским: «Сушёное мясо без чунья подобно жизни без любви».